# Substantivierung
Substantivierung (zugehöriges Verb substantivieren), auch Nominalisierung oder Hauptwortbildung, ist in der Grammatik die Überführung eines Wortes (meist eines Verbs oder Adjektivs) in die Wortart Substantiv.
Die Bezeichnung Substantivierung wird uneinheitlich verwendet: In einer engeren Bedeutung werden nur Fälle von der Art des substantivierten Infinitivs so genannt (also Fälle von Konversion, z. B. „das Lachen“). In einer weiten Bedeutung gehören dazu jedoch auch alle Fälle der Ableitung von Wörtern zu einem Substantiv (etwa „das Gelächter, der Lacher“, abgeleitet vom Verbstamm lach- durch Zusatz von Affixen).
Die alternative Bezeichnung Nominalisierung (zu „Nomen“ in der Bedeutung „Substantiv“) hat stets die weite Bedeutung, d. h. Ableitung durch Affixe soll nie ausgeschlossen sein. Sie entspricht auch der Bezeichnung, die in der internationalen Literatur zur Sprachwissenschaft benutzt wird (engl. nominalization).
Eine Ableitung in umgekehrte Richtung, vom Substantiv zu einer anderen Wortart, heißt Desubstantivierung.

## Terminologie
Auf die Mehrdeutigkeit der Bezeichnung weist Eisenberg (2020) ausdrücklich hin:

„...Zu beachten ist auch, dass es für Konversionsbeziehungen teilweise besondere Redeweisen gibt. So werden etwa die Termini Substantivierung und Adjektivierung gelegentlich auf Konversionsbeziehungen eingeschränkt. Für Duden 1998: 426 ff. sind das Laufen und das Gute Substantivierungen, nicht aber der Lehrer, die Freiheit und die Sitzung (auch Duden 2009: 797 unterscheidet noch zwischen Substantiv und Substantivierung). Wir schließen uns dieser Redeweise nicht an, sondern bleiben dabei, dass Substantivierungen abgeleitete Substantive sind, gleichgültig, mit welchen Mitteln die Ableitung erfolgt. Entsprechendes gilt für Adjektivierungen und Verbalisierungen.“

Die hier angesprochene Konversion ist der Fall, dass eine Änderung der Wortart ohne Änderung der äußeren Form erfolgt, im Gegensatz zu Derivation, die Präfixe oder Suffixe zeigt.
Viele Lehr- und Handbücher, die den Begriff der Substantivierung verwenden, geben keine ausdrückliche Definition an, so dass es schwierig sein kann, zuzuordnen, welche Bedeutung gemeint ist.

## Substantivierung als Konversion

### Der substantivierte Infinitiv von Verben
Die einfache Infinitivform des Verbs (im Gegensatz zum „zu“-Infinitiv) kann ohne Änderung der Form als Substantiv verwendet werden. Das korrespondierende Substantiv ist stets ein deklinierbares Neutrum und Singularetantum (etwa gehen → das Gehen, Genitiv: des Gehens). Beispiele:
- „Das Gehen fällt mir schwer.“ (zum Verb gehen ohne Formänderung)
- „Alle Gerichte auch zum Mitnehmen.“ (zum Verb mitnehmen ohne Formänderung)

Die Bedeutung des Ausgangswortes bleibt bei dieser Art der Substantivierung zunächst erhalten, kann sich im Laufe der Zeit aber auch verschieben (Bedeutungswandel). Wenn ein Wortartwechsel zum Substantiv mit einer Verschiebung der Bedeutung einhergeht, so dass das Substantiv nicht mehr das Ereignis selbst bezeichnet, wird so ein Fall von der Substantivierung im hier dargestellten engen Sinn unterschieden (wenngleich es sich immer noch um Konversion handelt):
- „Das Schreiben mit der rechten Hand fällt ihm schwer“ (Substantivierung der verbalen Bedeutung von schreiben, Verbalnomen)
- „Das Schreiben wurde verspätet zugestellt“ (Bedeutung: „geschriebener Gegenstand“, Resultatsnominalisierung / Nomen resultatis, siehe unten.)

Die Infinitive reflexiver Verben werden normalerweise ohne das Wort sich substantiviert (sich verhalten → das Verhalten). Möglich ist allerdings eine okkasionelle Konversion reflexiver Verben, bei der sich und der Infinitiv zusammengeschrieben werden (das Sichbeklagen). Wörter wie regen in „Sich (zu) regen bringt Segen.“ sind nicht substantiviert und werden deshalb kleingeschrieben.
Es ist außerdem möglich, aus einer Verb-Substantivierung und dem Objekt des Verbs ein Kompositum zu bilden („das Teetrinken“). In komplexen Fällen kann auch eine Durchkopplung entstehen: „das Geld-zum-Fenster-Hinauswerfen“.

### Substantivierte Adjektive
Auch Adjektive, einschließlich adjektivischer Partizipien, können eine Konversion zu Substantiven erfahren, zum Beispiel „krank / ein Kranker“, „angestellt / ein Angestellter“, „studierend / die Studierenden“.

#### Adjektivische Beugung
Die Beugung erfolgt meist nach demselben Muster wie die Beugung normaler attributiver Adjektive (die neue Kollegin → die Neue). Es gibt aber systematische und auch lexikalisierte Ausnahmen.
Im regelmäßigen Fall beziehen sich die entstehenden Feminina und Maskulina meist auf Personen (die Unbekannte, ein Verwandter, jeder Delegierte), wobei Geschlechterunterscheidungen nur in der Singularform, nicht jedoch im Plural bestehen (die Großen, Studierende); vereinzelt kommen auch feststehende elliptische Termini vor (die Rechte [= Sammelbegriff für politisch rechte Gruppierungen]). Die Neutrumform dagegen bezieht sich meist auf Unbelebtes und nicht Zählbares (das Böse, etwas Hübsches, alles Brauchbare), gelegentlich jedoch auch auf Jungtiere oder Kinder (die Bärin und ihr Junges; das Kleine von Herrn Meyer). Eine weitere Ausnahme bilden feststehende elliptische Ausdrücke aus bestimmten Wortfeldern (z. B. alkoholische Getränke, Sport, Geometrie), die sich ebenfalls auf Zählbares beziehen (ein Helles, einen Roten trinken; der Boxer verpasst seinem Gegner eine Linke; eine Gerade, eine Diagonale, eine Parallele).
In Verbindung mit Indefinitpronomen wie jemand, niemand, etwas, und auch mit wer, folgt im Nominativ und Akkusativ die Endung -es (jemand Unbekanntes, niemand Bekanntes treffen, sie möchte wen Nettes kennenlernen); im Dativ folgt die Endung -em (mit jemand Unbekanntem). Regional und von der Standardsprache abweichend sind jedoch auch andere Formen üblich und zulässig. Standardsprachlich kommt es auch dann zu einer abweichenden Beugung, wenn dem substantivierten Adjektiv ein attributives Adjektiv vorangeht (sie liebt Schmuck und anderes Schöne; mein ganzes Innere [Thomas Mann]; einiges Interessante erzählen). Abweichend von der Standardsprache sind jedoch auch Beugungen wie anderes Schönes usw. zulässig und weithin verbreitet.
Ursprünglich substantivierte Adjektive können sich auch zu gänzlich unabhängigen Substantiven entwickeln (Beispiele: der Junge, der Oberst(e)). Einzelne dieser Fälle weichen dann auch hinsichtlich ihrer Beugung vom Ursprungswort ab (mehrere variable Größen/mehrere Variablen; der Schnitt zweier gerader Linien/der Schnitt zweier Geraden).
Der Übergang von substantivierten Adjektiven zu eigenständigen Substantiven führt in manchen Fällen dazu, dass die Unterscheidung einer „starken“ und einer „schwachen“ Form im Maskulinum und Neutrum auf Wörter übertragen wird, die der Wortart nach keine Adjektive mehr sind:
der Angestellte / ein Angestellter, der Beamte / ein Beamter, der Deutsche / ein Deutscher

(aber: die / eine Angestellte, die / eine Beamte (selten auch die / eine Beamtin [eigenes Substantiv]), die / eine Deutsche).
Sonderfall: das Junge / ein Junges (der Katze), aber: der kleine / ein kleiner Junge (Person).

#### Formen ohne Deklinationsendung
Bei Farb- und Sprachbezeichnungen gibt es neben der syntaktischen Substantivierung (ins Schwarze treffen, sich im Dunkeln fürchten; aus dem Italienischen übersetzen) einen weiteren Substantivierungstyp: die endungslose lexikalische Substantivierung (ein reines Schwarz, welch ein Dunkel hier!; das Italienisch Dantes).
Eine Deklinationsendung fehlt auch bei bestimmten feststehenden Substantivierungen, die Kerne von Nominalphrasen sein können. Beispiele: ohne Arg, ohne Falsch, ein Elend, ein kühles Nass, das Rund der Erde, Spitz (Hunderasse), Tief (Meteorologie), Arm und Reich, Jung und Alt, Groß und Klein, Gut und Böse, Gleich und Gleich gesellt sich gern.
Die endungslose Substantivierung ist zu unterscheiden von (nicht-substantivierten) Formen, die nicht als Kerne von Nominalphrasen auftreten, sondern nur in feststehenden Verbindungen mit Präpositionen (Beispiele: für dumm verkaufen, seit ewig, von klein auf, für ungültig erklären; durch dick und dünn, über kurz oder lang, von nah und fern). Manchmal stehen Adjektive auch grammatisch isoliert (auf schuldig plädieren, [Anzeige] gegen unbekannt; allzu scharf macht schartig [Sprichwort]).

#### Fremdwörter mit Herkunft aus einer Substantivierung
In einigen anderen Sprachen können noch häufiger als im Deutschen Adjektive substantiviert werden. So sind zum Beispiel viele aus dem Altgriechischen stammende Wörter des Deutschen, wie Physik oder Musik, ursprünglich substantivierte griechische Adjektive, wobei das beschriebene Substantiv weggefallen ist:
- von φυσική physiké „natürlich“, zu ergänzen: ἐπιστήμη epistéme „Wissen“: „die natürliche Wissenschaft“ oder
- μουσική mousiké „musisch“, zu ergänzen: τέχνη téchne „Kunst“: „die musische Kunst“ und so weiter.

### Substantivierter Gebrauch anderer Wortarten
Auch Partikelwörter und andere Wörter, die weder Verben noch Adjektive sind, werden gelegentlich substantiviert. Beispiele:
- „Das Auf und Ab hatte kein Ende.“ (zu den direktionalen Partikeln auf und ab)
- „Das ist ohne Wenn und Aber richtig.“ (zu den Konjunktionen wenn und aber)
- „Ab wann versteht ein Kind ein Nein?“ (zur Antwortpartikel nein)
- „das Gestern und das Heute“ (zu den Adverbien gestern und heute)
- „die Grenzen des Ich“ (zum Pronomen ich)
- „die Drei“ (zum Zahlwort drei)

Auch zitierte sprachliche Einheiten können aufgrund des Erscheinens als Zitat grammatisch wie Substantive behandelt werden. Dies gilt für einzelne Laute oder Buchstaben ebenso wie für Wörter, ganze Sätze oder auch Werktitel. Beispiele: „die Schreibung des langen I“; „die Form eines U“ (zu den Einzelbuchstaben I und U); er beendet jeden Satz mit einem „nicht wahr?“; sie liest gerade „Krieg und Frieden“.

### Kriterien für das Vorliegen einer Substantivierung
Weil Substantive im Deutschen großgeschrieben werden, entsteht das Problem, dass stets eine Entscheidung getroffen werden muss, ob eine Substantivierung vorliegt, auch wenn die grammatische Form des Wortes dies für sich genommen nicht anzeigt. Viele Kriterien, die Sprachbenutzer zur Identifikation von Substantivierungen intuitiv verwenden, eignen sich als Faustregeln, können in manchen Fällen jedoch auch versagen.
Hier eine Übersicht (die unproblematischen Fälle sind grün unterlegt):
| Kriterium                                                                                         | Infinitive | Adjektive und Partizipien                                                                                             |
| ------------------------------------------------------------------------------------------------- | --- | --- |
| das Wort ist Kern einer Nominalphrase, d. h., es hat die Funktion eines Subjekts oder Prädikativs | Beispiele: Julia liebt Schwimmen; Vorbeugen ist besser als Heilen; daneben aber auch: vorbeugen ist besser als heilen (Infinitive als Kern einer Nominalphrase sind nicht zwingend als substantiviert aufzufassen); | seine Lieblingsfarbe ist Rot; aber: grünen Spargel mag er nicht; er isst nur weißen (Ellipse)                         |
| Artikel oder Demonstrativpronomen geht voraus                                                     | ein Raunen, beim Lernen, dieses Warten | die Lehrerin begrüßt die Neuen; die Großen fressen die Kleinen; aber: die großen Fische fressen die kleinen (Ellipse) |
| Genitiv-Konstruktion oder vorausgehendes Possessivpronomen                                        | ihr Zögern, Lillis Weinen, das Schweigen der Lämmer | deine Vier in Latein; aber: meine zwei Kinder sind mir lieber als Paulas vier (Ellipse)                               |
| vorausgehende Präposition                                                                         | aus Versehen, mit Bangen, durch Üben | es geht ans Eingemachte; aber: in kalten Gewässern findet man diesen Fisch eher als in warmen (Ellipse)               |
| vorausgehendes gebeugtes Adjektiv oder Partizip                                                   | zustimmendes Nicken, betretenes Schweigen, lautes Klatschen | dunkles Violett, treue Liebende; aber: lieber alte, aber weiche Socken als kratzige neue (Ellipse)                    |
| vorausgehendes Indefinitpronomen                                                                  | da hilft kein Schelten; es ist viel Essen übrig geblieben | viel Neues, alles Mögliche, nichts Berauschendes                                                                      |

## Substantivierung als Derivation
In der weiten Bedeutung des Begriffs Substantivierung sind alle Arten von Prozessen gemeint, durch die aus einer anderen Wortart ein Substantiv entsteht. Da in neuerer Literatur die Bezeichnungen Substantiv und Nomen oft gleichgesetzt werden, ist hier auch von Nominalisierung die Rede. Substantivierung im weiten Sinn schließt die zuvor behandelten Fälle ein, dazu noch verschiedene Typen von Derivation, also Wortableitung mit Affixen.

### Ableitung von Substantiven aus Verben
Substantivierte Infinitive behalten eine ähnliche Bedeutung bei wie das Verb selbst (es gibt dabei feine Unterschiede hinsichtlich des Bezugs auf Ereignisse, Sachverhalte oder Propositionen). Derartige Bedeutungstypen können auch Ableitungen aus Verben durch Präfixe, Suffixe oder Vokalwechsel/Ablaut haben. Eine solche Substantivierung wird auch als Verbalabstraktum oder Nomen actionis bezeichnet:
- „Die Lauferei macht hungrig.“ (zum Verb lauf(en) mit Suffix -erei)
- „Die Lieferung ins Ausland dauert länger.“ (zum Verb liefer(n) mit Suffix -ung)
- „Das Geheul(e) nahm kein Ende.“ (zum Verb heul(en) mit Präfix Ge-)
- „Er wurde auf frischer Tat ertappt.“ (zum Verb tu(n) mit Ablaut a und Suffix -t)

Eine weitere wichtige Gruppe sind Ableitungen, die einen Gegenstand bezeichnen, der in dem vom Verb bezeichneten Ereignis eine prominente Rolle spielt (man spricht hier auch von der „Externalisierung“ eines verbalen Arguments oder Bedeutungsbestandteils). Dies kann die handelnde Person des Ereignisses sein (Agens, daher „Nomen agentis“; erstes Beispiel unten), ein Instrument, mit dem die Handlung bewerkstelligt wird (Nomen instrumenti, zweites Beispiel) oder ein Gegenstand der als Resultat hervorgebracht wird (Nomen acti, drittes Beispiel) etc.
- „Der Beruf des Schreibers war im alten Ägypten hoch angesehen.“ (schreib- + Suffix -er, bezeichnet das Agens)
- „Gib mir bitte mal den Filzschreiber.“ (schreib- + Suffix -er, bezeichnet das Instrument)
- „Die Lieferung war beschädigt.“ (liefer- + Suffix -ung, resultierender Gegenstand)

Die einzelnen Affixe können mehrdeutig sein: -er kann Agens, Instrument oder noch anderes bedeuten; die Resultatsnominalisierung Liefer-ung (die Gegenstände, die als Resultat des Lieferns da sind) ist mehrdeutig mit der Deutung als Ereignisnominalisierung weiter oben.
Der Unterschied zur Substantivierung im erstgenannten engeren Sinn liegt bei diesen letzteren Beispielen also sowohl in der Ableitung durch ein Affix als auch in der Verschiebung der Bedeutung auf einen anderen Gegenstand, der mit dem Ereignis selbst in Verbindung steht. Bei der ersten Gruppe bestand der Unterschied nur in der Existenz eines Ableitungsaffixes.

### Ableitung von Substantiven aus Adjektiven
Ebenso gibt es Ableitungsaffixe, die aus Adjektiven weitere Arten von Substantiven bilden. Substantive, die sich auf die vom Adjektiv repräsentierte Eigenschaft selbst beziehen, werden auch Adjektivabstrakta genannt. Sie entstehen durch Suffixe wie -heit oder -keit. Beispiele:
- Die Länge (zum Adjektiv lang mit Suffix -e)
- Die Reinheit (zum Adjektiv rein mit Suffix -heit)
- Die Lauterkeit (zum Adjektiv lauter mit Suffix -keit)